# Saymon Musie
Saymon Musie Mehari (22 januari 1998) is een Eritrees wielrenner die anno 2018 rijdt voor Start Team Gusto.

## Carrière
In 2016 nam Musie deel aan zowel de tijdrit als de wegwedstrijd, beide bij de junioren, op het wereldkampioenschap. In de tijdrit eindigde hij, vier minuten en veertig seconden langzamer dan winnaar Brandon McNulty, op plek 58. Drie dagen later eindigde hij op plek 102 in de wegwedstrijd, waar Jakob Egholm won.
In 2017 behaalde Musie zijn eerste UCI-zege: in eigen land won hij de Massawa Circuit. Later die maand werd hij zesde in het eindklassement van de Ronde van Eritrea en vierde in de Asmara Circuit. Eerder dat jaar was hij in twee etappes van La Tropicale Amissa Bongo bij de beste zes renners geëindigd. Op het wereldkampioenschap eindigde hij op plek 41 in de tijdrit voor beloften en reed hij de wegwedstrijd in diezelfde categorie niet uit. In de Ronde van Burkina Faso, die in oktober begon, droeg hij twee dagen de leiderstrui en eindigde hij op de tweede plaats in het algemeen klassement. De Marokkaan Salah Eddine Mraouni had na tien etappes een voorsprong van 25 en seconden en volgde zo Harouna Ilboudo op als eindwinnaar.
In 2018 maakte Musie de overstap naar Start Team Gusto. In februari van dat jaar werd hij, samen met Mekseb Debesay, Amanuel Gebrezgabihier en Metkel Eyob, Afrikaans kampioen ploegentijdrijden.

## Overwinningen
2017
Massawa Circuit
2018
 Afrikaans kampioen ploegentijdrijden, Elite

## Ploegen
- 2018 –  Start Team Gusto

Afewerki · Aular · Bazán · Coward · Gonzáles · Gonzales · León · Montellano · Musie · Quintero · Villanueva